# Revolution (serial telewizyjny)
Revolution – amerykański serial, wyprodukowany przez Kripke Enterprises, Bad Robot Productions oraz Warner Bros. Television i emitowany w stacji NBC od 17 września 2012 roku. W Polsce serial jest emitowany od 8 października 2012 dostępny w usłudze VOD nSeriale
9 maja 2014 roku, stacja NBC oficjalnie ogłosiła anulowanie serialu  Revolution.

## Fabuła
Akcja Revolution odbywa się w przyszłości, dystopii postapokaliptycznej. Piętnaście lat wcześniej, nieznane zjawisko wyłączyło wszystkie technologie zależne od energii elektrycznej na świecie, począwszy od komputerów i sprzętu elektronicznego po silniki samochodowe skończywszy. Ludzie zostali zmuszeni do funkcjonowania w świecie bez technologii. Z powodu załamania porządku publicznego, wiele obszarów jest rządzonych przez watażków i milicję. Seria skupia się na rodzinie Mathesonów, którzy posiadają specjalne urządzenie (przypominające pendrive), który jest kluczem nie tylko aby dowiedzieć się, co stało się piętnaście lat temu, ale także sposobem, aby zmienić swoje życie. Muszą oni jednak nie dać się złapać Sebastianowi Monroe, który chce posiadać tę moc dla siebie. 

## Obsada
- Tracy Spiridakos jako Charlotte „Charlie” Matheson
- Billy Burke jako Miles Matheson
- Tim Guinee jako Ben Matheson
- Elizabeth Mitchell jako Rachel Matheson
- Graham Rogers jako Danny Matheson
- Zak Orth jako Aaron Pittman
- Maureen Sebastian jako Priscilla Pittman
- Anna Lise Phillips jako Maggie Foster
- Giancarlo Esposito jako Tom Neville
- David Lyons jako Sebastian „Bass” Monroe
- J.D. Pardo jako Nate/Jason Neville
- Daniella Alonso jako Nora Clayton

## Role drugoplanowe
- Maria Howell jako Grace Beaumont
- Malik Yoba jako Jim Hudson
- Leland Orser jako John Sanborn
- Kim Raver jako Julia Neville
- Mark Pellegrino jako Jeremy Baker
- David Meunier jako Will Strausser
- Jeff Fahey jako  Ken 'Hutch' Hutchinson
- Leslie Hope jako  prezydent Foster,

## Spis odcinków
| Sezon | Sezon | Odcinki | Oryginalna emisja | Oryginalna emisja | Oryginalna emisja   | Oryginalna emisja | Oryginalna emisja |
| Sezon | Sezon | Odcinki | Premiera sezonu   | Finał sezonu      | Premiera sezonu     | Finał sezonu      |                   |
| ----- | ----- | ------- | ----------------- | ----------------- | ------------------- | ----------------- | ----------------- |
|       | 1     | 20      | 17 września 2012  | 3 czerwca 2013    | 8 października 2012 | 24 czerwca 2013   |                   |
|       | 2     | 22      | 15 września 2013  | 21 maja 2014      | 8 października 2013 | 24 czerwca 2014   |                   |

## Oglądalność
24 miliony widzów w Ameryce oglądało premierowy epizod i/lub jego powtórkę 2 dni później.
| # | Tytuł                    | Data Emisji | Oglądalność (18–49) | Widzowie (w mln) |
| - | ------------------------ | ----------- | ------------------- | ---------------- |
| 1 | „Pilot”                  | 17.09.2012  | 4.1/11              | 11.65            |
| 2 | „Chained Heat”           | 24.09.2012  | 3.4/9               | 9.21             |
| 3 | „No Quarter”             | 01.10.2012  | 3.2/8               | 8.32             |
| 4 | „The Plague Dogs”        | 08.10.2012  | 3.0/8               | 8.01             |
| 5 | „Soul Train”             | 15.10.2012  | 3.3/9               | 8.61             |
| 6 | „Sex and Drugs”          | 29.10.2012  |                     |                  |
| 7 | „The Children's Crusade” | 05.11.2012  |                     |                  |